# Michael Nielsen (løber)
 Der er flere personer med dette navn, se Michael Nielsen.
Michael Amstrup Nielsen, født den 23 november 1981, er en dansk langdistanceløber.
Michael Nielsen har primært løbet distancerne 5000 meter, 10.000 meter og halvmarathon. Han startede meget sent sin aktive løbekarriere i AGF i en alder af 27 år, men markerede sig meget hurtigt ved at løbe 14.34.33 på 5000 meter i 2009. Han skiftede i 2013 til Sparta AM, hvor han i dag er eliteaktiv. Michael Nielsen er uddannet salgsassistent i Dansk Supermarked 1998-2001 og sergent i militærpolitiet og er tidligere ansat i Forsvaret 2001-2013. Han har i den forbindelse været udstationeret i alt ni gange til Kosovo, Irak og Afghanistan. Han startede i en alder af 30 år på HF og læser i dag statskundskab på Københavns universitet.

## Danske mesterskaber
- Sølv 2015 lang Cross
- Bronze 2014 5000 meter 14.20.66
- Bronze 2014 inde 3000 m 08.23.54
- Sølv 2014 kort cross
- Bronze 2014 lang cross
- Bronze 2013 5000 meter 14.41.46
- Sølv 2013 kort cross
- Sølv 2013 lang cross
- Bronze 2012 lang cross
- Bronze 2012 kort cross
- Sølv 2012 10 km landevej 29.54
- Bronze 2012 5000 meter 14.37.67
- Guld 2011 10.000 meter 30.06.24
- Sølv 2011 5000 meter 14.32.86
- Bronze 2011 Halvmarathon  1,07,02
- Bronze 2010 Halvmarathon  1.06.36

## Nordiske mesterskaber
- Bronze 2013 NM Cross
- Bronze 2013 NM 10000 meter 30.08.93
- Sølv 2012 NM 10000 meter 29.47.64
- Sølv 2011 NM 10000 meter 30.40.55

## Personlige rekorder
- 5000 meter: 14.00.64
- 10000 meter: 29.39.88
- 10 km landevej: 29.38